# Białe (obwód lwowski)
Białe (ukr. Біле) – wieś na Ukrainie w rejonie lwowskim (wcześniej w rejonie przemyślańskim) należącym do obwodu lwowskiego, nad rzeką Białą.

## Historia
W 1921 wieś liczyła 391 zagród i 2165 mieszkańców, w tym 689 Ukraińców, 1407 Polaków i 69 Żydów. W 1931 gospodarstw było 427 a mieszkańców 2422. 
W II Rzeczypospolitej wieś w powiecie przemyślańskim województwa tarnopolskiego.
W 1944 r. nacjonaliści ukraińscy z OUN-UPA zamordowali tutaj 169 Polaków. Spalili też kościół filialny i cześć zagród polskich.